# Limnonectes kuhlii
Espèce
Synonymes
- Rana kuhlii Tschudi, 1838
- Rana conspicillata Günther, 1872
- Rana paradoxa Mocquard, 1890

Statut de conservation UICN

 LC  : Préoccupation mineure
Limnonectes kuhlii est une espèce d'amphibiens de la famille des Dicroglossidae.

## Répartition
Cette espèce est endémique de Java en Indonésie. Elle se rencontre entre 200 et 1 800 m d'altitude.

## Taxinomie
De nombreux spécimens ont par le passé été considérées comme appartenant à Limnonectes kuhlii. Le complexe d'espèces compte 22 lignées. Limnonectes kuhlii a été restreint à la population javanaise.

## Étymologie
Cette espèce est nommée en l'honneur de Heinrich Kuhl, zoologiste allemand.

## Publication originale
- Tschudi, 1838 : Classification der Batrachier, mit Berucksichtigung der fossilen Thiere dieser Abtheilung der Reptilien, p. 1-99 (texte intégral).